# ديبي مور
ديبي مور (بالإنجليزية: Debbie Moore)‏ هي عارضة ورائدة أعمال بريطانية، ولدت في 31 مايو 1946 في أورمستون ‏ في المملكة المتحدة.

## وصلات خارجية
- الموقع الرسمي